# Véronique Bellon-Maurel

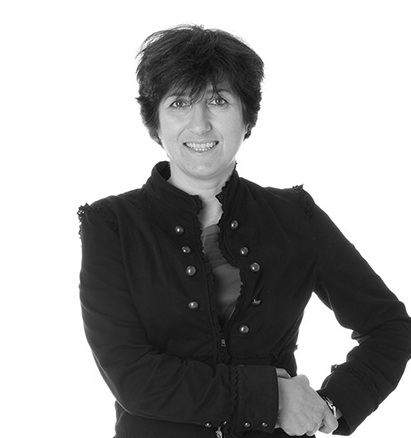
Véronique Bellon-Maurel, 2015

Véronique Bellon-Maurel (* 1964) ist eine französische Agraringenieurin.

## Leben

### Studium
Sie studierte Agrarwissenschaften am Institut national polytechnique de Toulouse. Im Jahr 1986 erhielt sie ihr Ingenieurdiplom und promovierte anschließend. Sie hat ihre Habilitation für Verfahrenstechnik am INP Toulouse in 1992 abgeschlossen.

### Karriere
Seit 1987 ist sie Mitglied von IRSTEA (Institut national de recherche en sciences et technologies pour l’environnement et l’agriculture) in Montpellier und Forscherin am Forschungsinstitut ITAP (Information et Technologies pour les Agroprocédés) in Montpellier, wo sie 2013 zur Direktorin der Abteilung für Umwelttechnologien ernannt wurde.
Von 2004 bis 2010 war sie Professorin an Montpellier SupAgro.
Von 2009 bis 2010 verbrachte sie ein Sabbatical am University of New South Wales (UNSW) Water Research Centre in Sydney, wo sie an der Lebenszyklusanalyse (LCA) arbeitete.
Véronique Bellon-Maurel hat sich auf Nahinfrarotspektroskopie und Sensorik zur Bewertung und Messung der Zusammensetzung von Produkten der Land- und Forstwirtschaft spezialisiert. Sie hat an der Entwicklung patentierter Analysegeräte mitgewirkt, insbesondere zur Analyse von Größe, Farbe, Dichte, Gewicht, Festigkeit oder Zuckergehalt von Obst und Gemüse.
Seit 2016 leitet sie das Institut Convergences Agriculture Numérique #DigitAg4. Dieses Institut setzt Ingenieurwissenschaften, Digitaltechnik, Biologie, Agronomie sowie Wirtschaft-, Sozial- und Geisteswissenschaften ein, um die Wissensbasis für die digitale Landwirtschaft zu schaffen.
Im Jahr 2019 wurde sie zum Mitglied der Académie des technologies gewählt.

## Auszeichnungen
Im Jahr 2008 erhielt sie den Tomas-Hirschfeld-Preis des ICNIRS (International Council of Near Infrared Spectroscopy) für ihre Arbeit zur Anwendung der Nahinfrarotspektroskopie bei der Untersuchung der Qualität von Agrar- und Lebensmittelprodukten.
Im Jahr 2016 erhielt sie gemeinsam mit Jean-Michel Roger den FIEEC-Preis für angewandte Forschung für die Entwicklung optischer Sensoren zur Sortierung von Abfällen nach ihrem Zersetzungszustand.
Im Jahr 2019 erhielt sie den Grand Prix IMT-Académie des sciences des Institut Mines-Télécom.